# Cortaccia sulla Strada del Vino
Cortaccia sulla Strada del Vino (italià Kurtatsch an der Weinstraße) és un municipi italià, dins de la província autònoma de Tirol del Sud. És un dels municipis del districte d'Oltradige-Bassa Atesina. L'any 2007 tenia 2.084 habitants. Comprèn les fraccions de Niclara, Corona, Hofstatt, Favogna i Penone. Limita amb els municipis de Egna, Magrè sulla Strada del Vino, Termeno sulla Strada del Vino, Coredo, Roverè della Luna, Ton, Tres, i Vervò.

## Situació lingüística
| Pertinença lingüística (cens 2001) | 96,21% alemany |
| Pertinença lingüística (cens 2001) | 3,44% italià   |
| Pertinença lingüística (cens 2001) | 0,35% ladí     |

## Administració

Territori comunal

| Període | Identitat       | Partit |
| ------- | --------------- | ------ |
| 2004-   | Oswald Schiefer | SVP    |